# Tanougou-Wasserfall
Der Tanougou-Wasserfall ist ein Wasserfall im westafrikanischen Staat Benin. Innerhalb des nordwestlich gelegenen Départements Atakora liegt er innerhalb der Kommune Tanguiéta innerhalb des Arrondissements Tanougou.

## Beschreibung
Die Wasserfälle liegen in der Nähe des Nationalparks Pendjari mitten im Wald und fließen aus dem Atakora, dem nördlichen Teil des Höhenzugs Togo-Atakora-Gebirge. Mit einer Höhe von 15 Metern und einem Durchfluss von 1,5 m³ pro Sekunde ist er kleiner als der Kota-Wasserfall. Unterhalb des Wasserfalls hat sich ein natürliches Becken von etwa 30 Meter Tiefe gebildet.

## Galerie

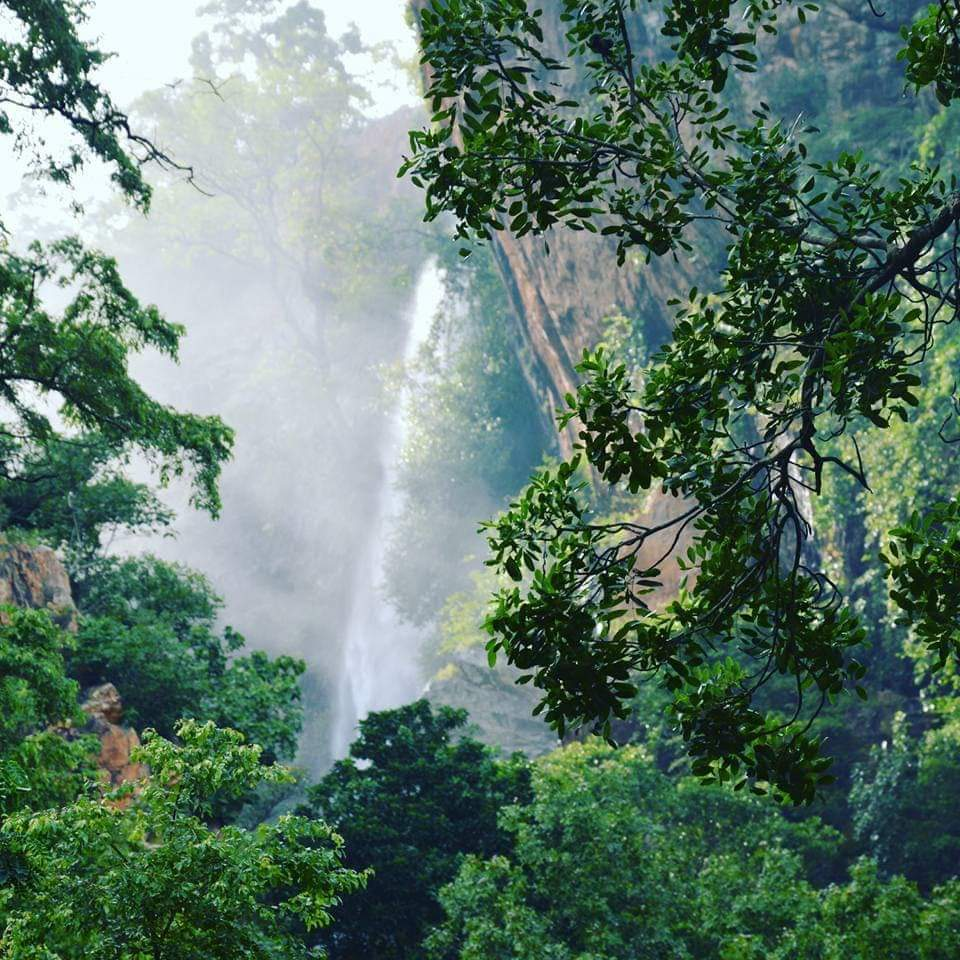
Distanz
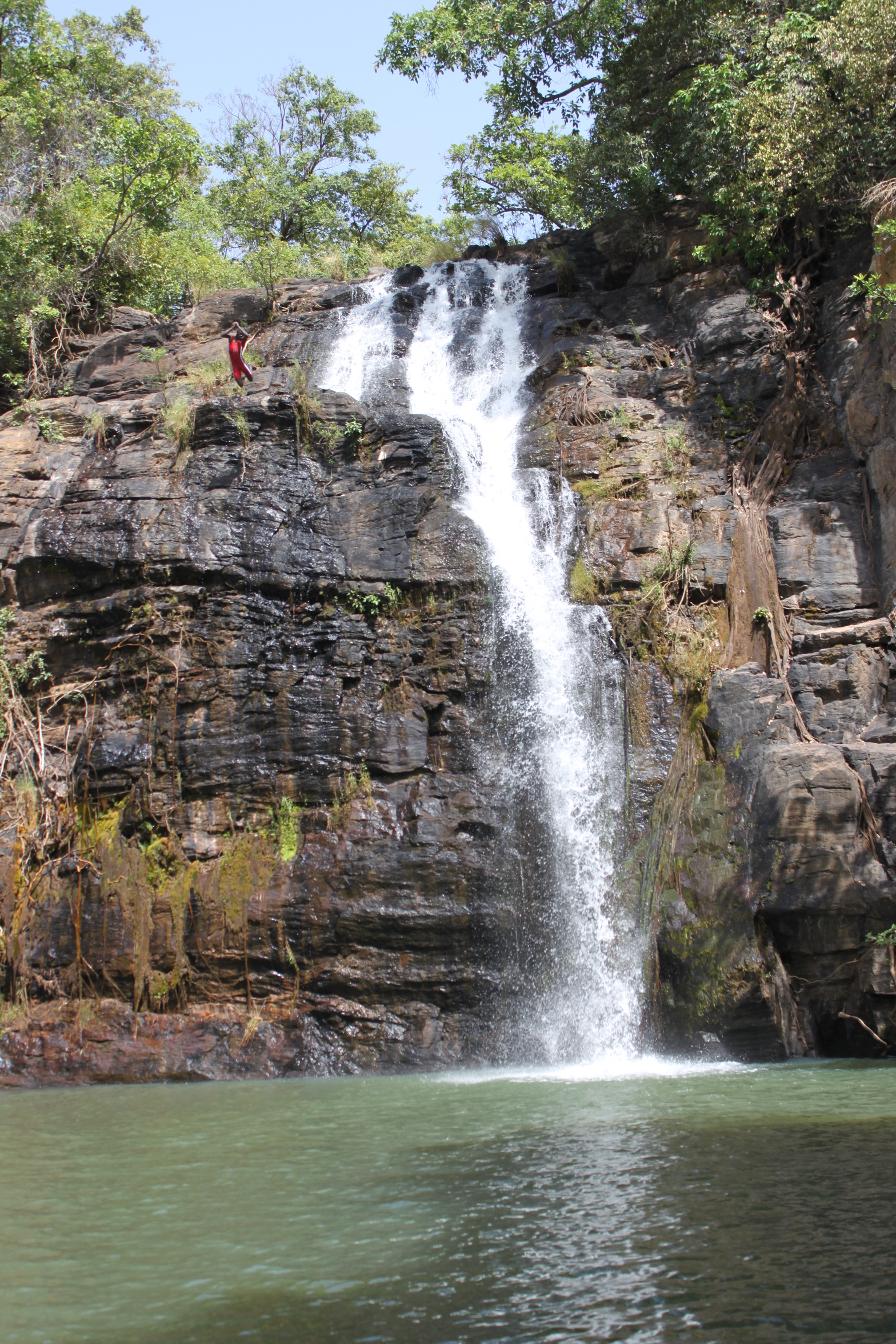
Impression
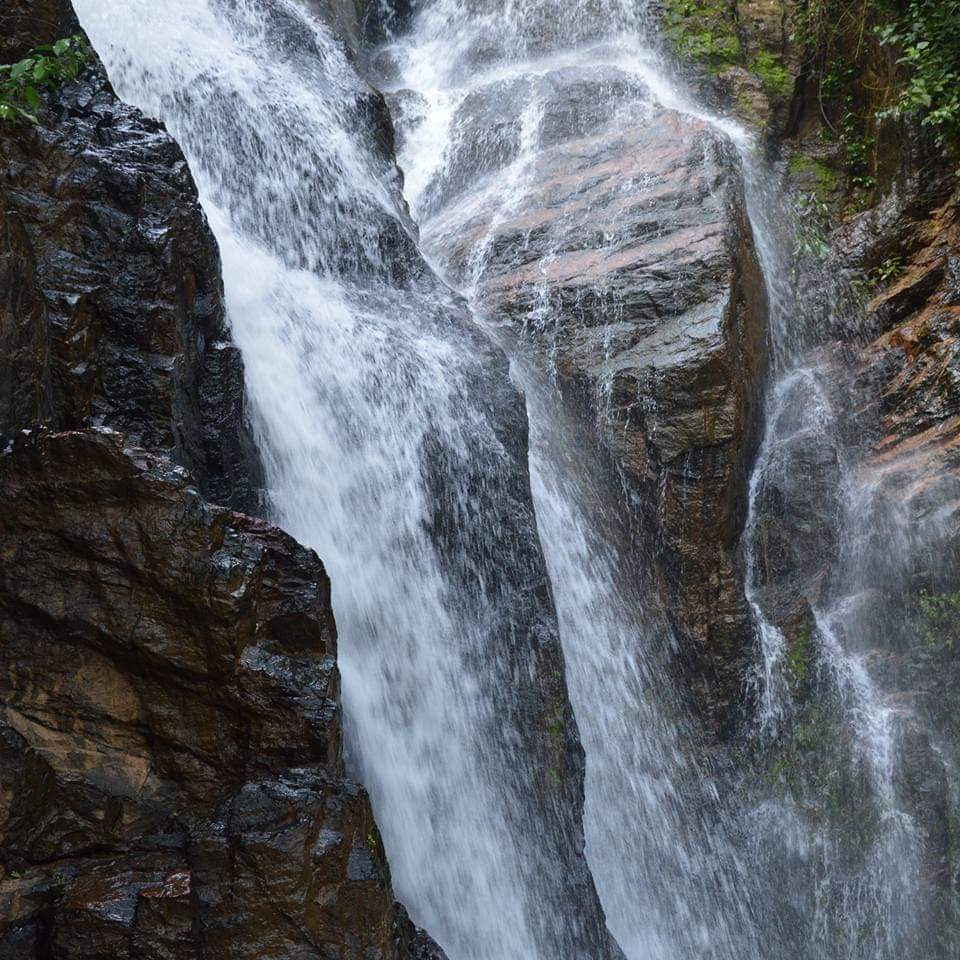
Detail